# Berlin-Stralau

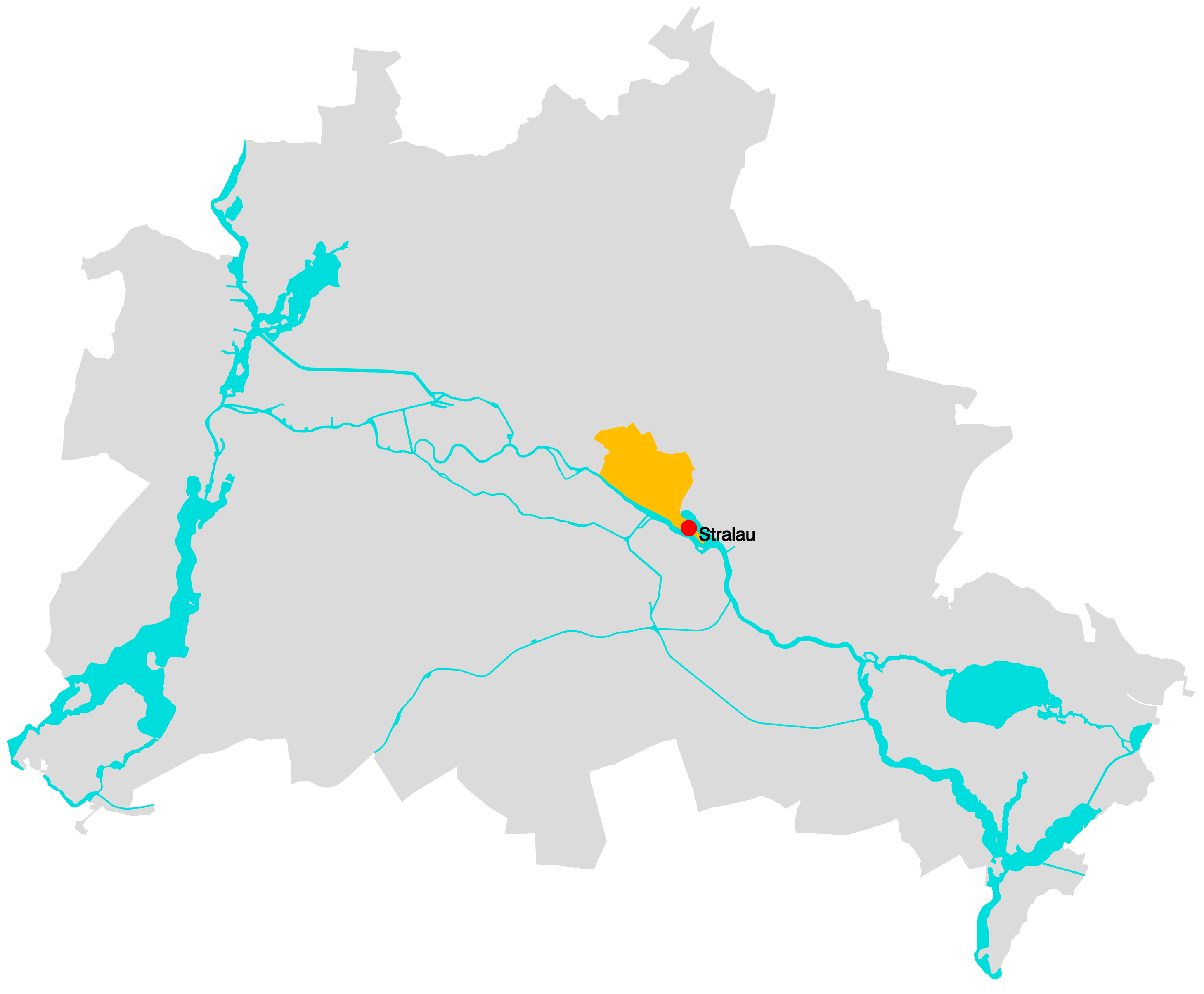
De ligging van Straat in Friedrichshain

Stralau is een wijk in het Berlijnse stadsdeel Friedrichshain in het district Friedrichshain-Kreuzberg, gelegen op een landtong tussen de Spree en de Rummelsburger See. De naam is afkomstig van een dorp, dat op deze plaats onder de naam
Stralow bestond. Sinds 1920 maakt Stralau deel uit van Groot-Berlijn.
Reeds in de 13e eeuw werd de naam Stralow gebruikt, maar het is onduidelijk of deze benaming wel betrekking heeft op deze plaats. Voor de eerste vermelding van het vissersdorp Stralau worden verschillende data vermeld uit het einde van de 13e eeuw. In 1358 kocht de dubbelstad Berlijn-Cölln het vissersdorpje aan van ridder Nicolaus Bartolpsdorf.
De „Stralauer Fischzug“ is een feest dat jaarlijks op 24 augustus wordt gevierd, de feestdag van de H. Bartolomeus en dateert van het jaar 1574, toen keurvorst Johan George van Brandenburg een visverbod uitvaardigde van Pasen tot de feestdag van de H. Bartolomeus. Hierdoor konden de jonge vissen zich rustig ontwikkelen.
De ontwikkeling van Stralau kreeg een impuls door de opening van een spoorwegstation Stralow-Rummelsburg, thans Berlin-Ostkreuz, in 1871. Er vestigden zich talrijke industriële bedrijven, zoals de Engelhardt-Brauerei en Stralauer Glaswerk, waarvan thans nog de "Flaschenturm" getuigt. Tussen 1899 en 1959 reed er ook een Berlijnse tram naar Stralau.